# Bośnia i Hercegowina w Konkursie Piosenki Eurowizji Junior
Bośnia i Hercegowina nigdy nie wzięła udziału w Konkursie Piosenki Eurowizji Junior. Kraj próbował jednak zadebiutować dwa razy w konkursie.

## Wyrażanie chęci debiutu i transmisje

### 2004
Bosanskohercegovačka radiotelevizija (BHRT) transmitowała konkurs 3 stycznia 2005.

### 2006
Bosanskohercegovačka radiotelevizija (BHRT) transmitowała konkurs.

### 2007
W 2007 roku Bośnia i Hercegowina była jednym z dziewiętnastu państw wyrażających zainteresowanie udziałem w 5. edycji Konkursu Piosenki Eurowizji Junior. Przez problem związany z maksymalną ilością uczestników - 18, Gruzja nie mogła wziąć udziału. Jednakże 21 czerwca 2007 zostało ogłoszone, że Bośnia i Hercegowina rezygnuje z debiutu w konkursie na rzecz udziału Gruzji.

### 2008
Ponownie Bośnia i Hercegowina poinformowała o chęci debiutu w tym razem 6. edycji Konkursu Piosenki Eurowizji Junior wraz z Azerbejdżanem oraz Izraelem. Później jednak wszystkie trzy kraje (w tym Bośnia i Hercegowina) zrezygnowały z debiutu, zanim konkurs się odbył. Bosanskohercegovačka radiotelevizija (BHRT) transmitowała konkurs na żywo.

### 2009
Bosanskohercegovačka radiotelevizija (BHRT) transmitowała konkurs na żywo.

### 2011
Bosanskohercegovačka radiotelevizija (BHRT) transmitowała konkurs w innej dacie.

### 2013–teraz
W 2013 roku Bośnia i Hercegowina zrezygnowała z udziału w Konkursie Piosenki Eurowizji 2013 organizowanym w Malmö ze względu na problemy finansowe. Od tego momentu Bośnia i Hercegowina powróciła do Konkursu Piosenki Eurowizji tylko w 2016 roku, rok później zrezygnowała z udziału ze względu na ponowne problemy finansowe, a później sankcje nałożone przez EBU. Od momentu nałożenia sankcji Bośnia i Hercegowina nie może brać udziału w konkursach organizowanych przez Europejską Unię Nadawców, aż do momentu spłaty długu. W późniejszych latach Bośnia i Hercegowina informowała, że nie będzie brać udziału w poszczególnych edycjach konkursów (także w Konkursie Piosenki Eurowizji Junior), ze względu na sankcje.